# Canção ilustrada

Dois slides de lanterna fotográfica coloridos à mão publicados para acompanhar a música "The Little Old Log Cabin in the Lane". Editados juntos para demonstrar a técnica histórica de "visão de dissolução".

Uma canção ilustrada (do inglês: Illustrated song) é um gênero de arte performática e foi uma popular forma de entretenimento no início do Século XX, em particular nos Estados Unidos da América.
Os concertos eram usualmente apresentados por um pianista e vocalista que acompanhavam a projeção de imagens de uma lanterna mágica. As letras de cada canção eram ilustradas por cerca de 12 a 16 imagens fixas. O advento do cinema e das imagens em movimento introduziram alterações na forma da canção ilustrada, que ainda assim continuou a ser utilizada como forma de introdução à sessão de cinema, e também, para entreter os espectadores durante as mudanças de bobine. Além da sua importância enquanto forma de entretenimento musical, a popularidade da canção ilustrada durante os inícios do século XX também se explica pelo fato de ser uma forma de publicidade para as empresas de venda de partituras musicais para voz e piano. 
As primeiras estrelas do cinema, como por exemplo Roscoe Arbuckle, Fanny Brice, Eddie Cantor, Florence Lawrence, e Norma Talmadge, começaram as suas carreiras como modelos fotográficos de slides, que se destinavam a ser projetados em sessões de canções ilustradas.
A primeira canção ilustrada foi The Little Lost Child in 1894. A canção tornou-se um sucesso nacional nos Estados Unidos da América, tendo vendido mais de dois milhões de cópias de partituras. Este sucesso é principalmente atribuído aos espetáculos de canções ilustradas, que popularizaram e divulgaram essa canção, e que hoje em dia são considerados a primeira manifestação de um vídeo musical.